# Malthinus balteatus
Malthinus balteatus är en skalbaggsart som beskrevs av Christian Wilhelm Ludwig Eduard Suffrian 1851. Malthinus balteatus ingår i släktet Malthinus, och familjen flugbaggar. Arten är reproducerande i Sverige.